# Château de La Rochelle
Pour les articles homonymes, voir Château de la Rochelle et La Rochelle.
Le château de La Rochelle est un château bâti par l'ingénieur Aillet pour François Bavoux à La Rochelle, en France.

## Localisation
Le château est situé sur la commune de La Rochelle, dans le département français de la Haute-Saône.

## Historique
L'édifice est inscrit au titre des monuments historiques en 1987.